# Los Realejos
Los Realejos é um município da Espanha na província de Santa Cruz de Tenerife, comunidade autónoma das Canárias. Tem 57,1 km² de área e em 2021 tinha 36 824 habitantes (densidade: 644,9 hab./km²).

## Demografia
| Variação demográfica do município entre 1991 e 2004 | Variação demográfica do município entre 1991 e 2004 | Variação demográfica do município entre 1991 e 2004 | Variação demográfica do município entre 1991 e 2004 |
| --------------------------------------------------- | --------------------------------------------------- | --------------------------------------------------- | --------------------------------------------------- |
| 1991                                                | 1996                                                | 2001                                                | 2004                                                |
| 29829                                               | 32599                                               | 33438                                               | 35756                                               |

|                              | Norte: Oceano Atlântico |                          |
| Oeste: San Juan de la Rambla | Los Realejos            | Leste: Puerto de la Cruz |
|                              | Sul: La Orotava         |                          |